# Johan Norenius
Johan Erik Norenius, född 22 november 1867, död 18 september 1934, var en svensk missionär.
Norenius blev teologie kandidat vid Uppsala universitet 1895, prästvigdes 1896 och anställdes samma år i svenska kyrkans missionsstyrelses tjänst för missionsarbete i Sydafrika, där han kom att verka vid Oscarsberg (Rorke’s Drift), Dundee och i Johannesburg. 1912 blev Norenius missionsstyrelsens ombud i Sydafrika och 1924 prost. Norenius har bland annat utgett Bland zuluer och karanger (2 band, 1924–1925).